# Heavy (canção de Lauri Ylönen)
"Heavy" é uma canção do cantor finlandês Lauri Ylönen, gravada para o seu álbum de estreia New World. Foi escrita e produzida pelo próprio, com o auxílio de Pauli Rantasalmi na escrita. O seu lançamento ocorreu em 25 de fevereiro de 2011, através da Dynasty Recording, servindo como o primeiro single do disco.

## Desempenho nas tabelas musicais

### Posições
| Tabela musical (2011)                     | Melhor posição |
| ----------------------------------------- | -------------- |
| Finlândia (IFPI Finlândia)                | 2              |
| Polónia (Związek Producentów Audio Video) | 2              |